# Billy Steinberg
William Endfield Steinberg (Fresno, 26 de fevereiro de 1950), mais conhecido como Billy Steinberg, é um produtor musical e compositor norte-americano. Ele adquiriu proeminência na década de 1980 com o parceiro de composição Tom Kelly; juntos, eles escreveram ou co-escreveram várias canções de sucesso que alcançaram o topo das paradas musicais, como "Like a Virgin" (1984) de Madonna, "True Colors" (1986) de Cyndi Lauper, "Eternal Flame" (1989) de The Bangles, "So Emotional" (1987) de Whitney Houston e "Alone" (regravado por Heart em 1987). Eles também escreveram ou co-escreveram os sucessos "I Drove All Night" (gravado por vários artistas, inicialmente gravado por Roy Orbison em 1987, mas lançado pela primeira vez por Cyndi Lauper em 1989), "I Touch Myself" (1990) de Divinyls e "I'll Stand by You" (1994) de The Pretenders.
Depois que Kelly se aposentou da música na década de 1990, Steinberg colaborou com outros compositores. Com Rick Nowels e Marie-Claire D'Ubaldo, ele escreveu os sucessos "Falling Into You" (regravado por Celine Dion) e "One &amp; One". Ele compôs sucessos com Josh Alexander, incluindo "All About Us" (2005) de t.A.T.u, "Too Little Too Late" (2006) de JoJo, "Over It" (2007) de Katharine McPhee e "Give Your Heart a Break" (2012) de Demi Lovato.

## Biografia

### Vida pregressa
Steinberg cresceu em Fresno, Califórnia, e se mudou para Palm Springs, quando tinha 12 anos, onde trabalhou na operação de uvas de mesa de seu pai. Seu pai, Lionel Steinberg, dirigia a David Freedman Company, a maior produtora de uvas do Coachella Valley. Ele estudou na Escola Cate, na Califórnia, e na Universidade Bard, em Nova York. Steinberg é judeu.

### Carreira musical
Aos 25 e poucos anos, ele formou o grupo Billy Thermal, que mais tarde assinou com a Planet Records de Richard Perry.
O sucesso aconteceu em 1980, quando Linda Ronstadt ouviu o álbum e decidiu gravar a música "How Do I Make You?" para seu álbum Mad Love de 1980. O álbum alcançou o top três das paradas e ganhou disco de platina, e a versão da música de Ronstadt alcançou o top 10 americano.
Pat Benatar, em seu álbum Crimes of Passion de 1980, fez um cover de outra música de Billy Thermal, "I'm Gonna Follow You". Em 1981, Steinberg escreveu "Precious Time", que se tornou a faixa-título do álbum de Benatar. Também naquele ano, Steinberg começou a compor com Tom Kelly, que havia escrito outra música ("Fire and Ice") no álbum de Benatar.
Mais sucesso só veio em 1984 com a canção "Like a Virgin", quando foi tocada para os executivos da Warner Bros., que acharam que seria perfeita para Madonna. Steinberg mais tarde lembrou que escreveu a letra em 1983, após um relacionamento fracassado, afirmando que ele realmente sentiu que "havia sobrevivido à selvageria" e que estava "exausto, incompleto". Gravada por Madonna, a música passou seis semanas em primeiro lugar na Billboard Hot 100 dos Estados Unidos e se tornou um sucesso mundial. Foi também a faixa-título do seu álbum número um.
O sucesso da parceria continuou com mais singles número um, como "True Colors" (gravado por Cyndi Lauper), "So Emotional" (por Whitney Houston), "Eternal Flame" (pelos Bangles) e "Alone" (pelo Heart).
Seus outros sucessos incluem  "In Your Room" (The Bangles), "Spirit of Love" (de Laura Branigan), "I Drove All Night" (gravada por Roy Orbison, Cyndi Lauper e Celine Dion), "I Touch Myself" (de Divinyls), "Sex as a Weapon" (de Pat Benatar) e "Look Me in the Heart" (de Tina Turner). Eles também escreveram várias músicas com Chrissie Hynde, do Pretenders, incluindo o single top 10 "I'll Stand By You". Artistas como REO Speedwagon, Cheap Trick, Bette Midler, Belinda Carlisle e Taylor Dayne (em seu álbum de estreia multiplatinado Tell It to My Heart, de 1987) também gravaram suas músicas.
Em meados da década de 1990, Steinberg começou a escrever com Rick Nowels, que havia se estabelecido como compositor de artistas como Stevie Nicks e Belinda Carlisle. Seu maior sucesso durante esse período foi "Falling into You", gravada por Celine Dion, em 1996. Em 1997, Steinberg co-escreveu a faixa "One & One" com Nowels e Marie-Claire D'Ubaldo para Edyta Górniak, e essa música se tornou um sucesso na Europa e na Ásia; Edyta se tornou a primeira cantora polonesa  a entrar na parada de rádio European Radio Top 50 da Music & Media. Entre 1997 e 1999, ele escreveu músicas para o álbum de estreia de Melanie C, Northern Star, e também para o segundo álbum dos Corrs, Talk On Corners.
Em 2005, Steinberg colaborou com o produtor Josh Alexander, Jessica e Lisa Origliasso, do Veronicas, para escrever várias faixas para o lançamento de estreia do grupo, The Secret Life Of..., incluindo o terceiro single, "When It All Falls Apart ". Steinberg e Alexander também escreveram "All About Us", um sucesso da dupla pop russa t.A.T.u. Em 2006, eles escreveram o singles "Too Little Too Late" (de JoJo), "Nervous in the Light of Dawn" e "My Idea of Heaven", (de Leigh Nash), e "Over It" (de Katharine McPhee), de 2007. Em 2008, Steinberg e Alexander escreveram "Fly on the Wall" para o álbum Happy Smiles do t.A.T.u. Ele também escreveu músicas com Alexander para o álbum descartado de JoJo, All I Want Is Everything.
Em 2009, com Alexander e Porcelain Black, ele escreveu a faixa "How Do You Love Someone?" para o segundo álbum de Ashley Tisdale, Guilty Pleasure. Em 2010, Steinberg e Alexander escreveram "What Happened to Us" para a cantora australiana Jessica Mauboy para seu segundo álbum Get 'Em Girls. Em 2011, com Alexander e Toby Gad, ele escreveu "Don't Hold Your Breath" para Nicole Scherzinger, que alcançou o topo da parada de singles do Reino Unido, e com Alexander e Rivers Cuomo ele escreveu a canção "High Maintenance" para Miranda Cosgrove. Steinberg e Alexander também escreveram e produziram o hit "Give Your Heart a Break" (2012) de Demi Lovato. Ele escreveu a canção "My Stupid Heart" (2016) para Tini Stoessel.

## Aparição em filme
Steinberg executa uma versão acústica de "I Touch Myself" em uma entrevista para a câmera no documentário de 2016, Sticky: A (Self) Love Story.

## Prêmios e honrarias
Steinberg foi premiado com a Estrela de Ouro da Palmeira na Calçada das Estrelas de Palm Springs em 2008.
Steinberg e Kelly foram introduzidos como uma equipe no Hall da Fama dos Compositores em 2011.

## Links externos
- «Sítio oficial» (em inglês)
- Músicas escritas por Billy Steinberg no Spotify
- Músicas escritas por Billy Steinberg na Apple Music
- Songfacts interview with Billy Steinberg Arquivado em maio 29, 2009, no Wayback Machine